# Anioły
Anioły, česky Andělé, je ocelové a kamenné sousoší u fontány na Skweru Stefana Pieczki ve čtvrti Centrum okresního města Ratiboř (Racibórz) ve Slezském vojvodství v jižním Polsku. Autorem plastiky je polský sochař Michał Batkiewicz. 

## Další informace
Anioły představují 7 andělů ze svařovaných kusů nerezové oceli dolněných 7 těžkými kameny (zřejmě bludnými balavany), které představují jejich hlavy. Pouze jeden ústřední a nejvyšší anděl výšky 7 m má křídla a symbolizuje neděli, tj. vzácný 7. den v týdnu. Andělé jsou obklopeni 27 kameny, které symbolizují každý jednotlivý rok pontifikátu katolického papeže Jana Pavla II. Dílo, které vzniklo v roce 2021, je jakýmsi votivním díkem za pontifikát polského papeže.

## Galerie

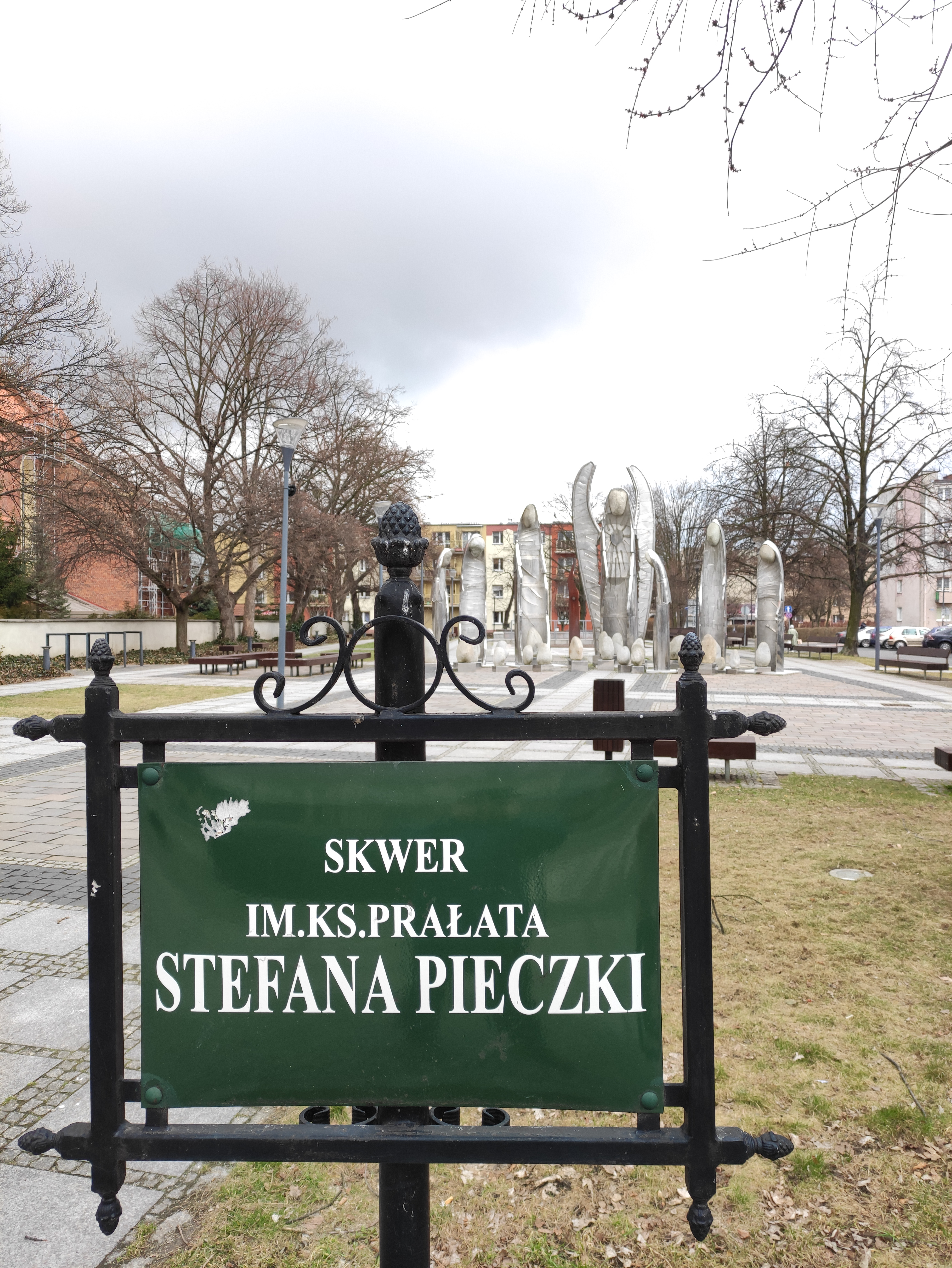